# Lethe minerva
Lethe minerva is een vlinder uit de onderfamilie Satyrinae van de familie Nymphalidae. De wetenschappelijke naam van de soort is voor het eerst geldig gepubliceerd in 1775 door Johann Christian Fabricius.